# Conus ranuculus
Conus ranuculus är en snäckart. Conus ranuculus ingår i släktet Conus och familjen kägelsnäckor. Inga underarter finns listade i Catalogue of Life.